# Acalolepta microspinicollis
Acalolepta microspinicollis là một loài bọ cánh cứng trong họ Cerambycidae.